# Giuseppettita
La giuseppettita és un mineral de la classe dels silicats que pertany al grup de la cancrinita.

## Característiques
La giuseppettita és un silicat de fórmula química Na₄₂K₁₆Ca₆Si₄₈Al₄₈O₁₉₂(SO₄)₁₀Cl₂(H₂O)₅. Va ser aprovada com a espècie vàlida per l'Associació Mineralògica Internacional l'any 1979. Cristal·litza en el sistema hexagonal. La seva duresa a l'escala de Mohs es troba entre 6 i 7.
Segons la classificació de Nickel-Strunz, la giuseppettita pertany a «09.FB - Tectosilicats sense H₂O zeolítica amb anions addicionals» juntament amb els següents minerals: afghanita, bystrita, cancrinita, cancrisilita, davyna, franzinita, hidroxicancrinita, liottita, microsommita, pitiglianoïta, quadridavyna, sacrofanita, tounkita, vishnevita, marinellita, farneseïta, alloriïta, fantappieïta, cianoxalita, balliranoïta, carbobystrita, depmeierita, kircherita, bicchulita, danalita, genthelvita, haüyna, helvina, kamaishilita, lazurita, noseana, sodalita, tsaregorodtsevita, tugtupita, marialita, meionita i silvialita.

## Formació i jaciments
Va ser descoberta a la Vall de Biachella, a la caldera de Sacrofano, dins la Ciutat metropolitana de Roma Capital (Laci, Itàlia). També ha estat descrita a Avairon (Occitània, França) i a Flekkeren (Telemark, Noruega). Aquests tres indrets són els únics de tot el planeta on ha estat descrita aquesta espècie mineral.